# Función de correlación

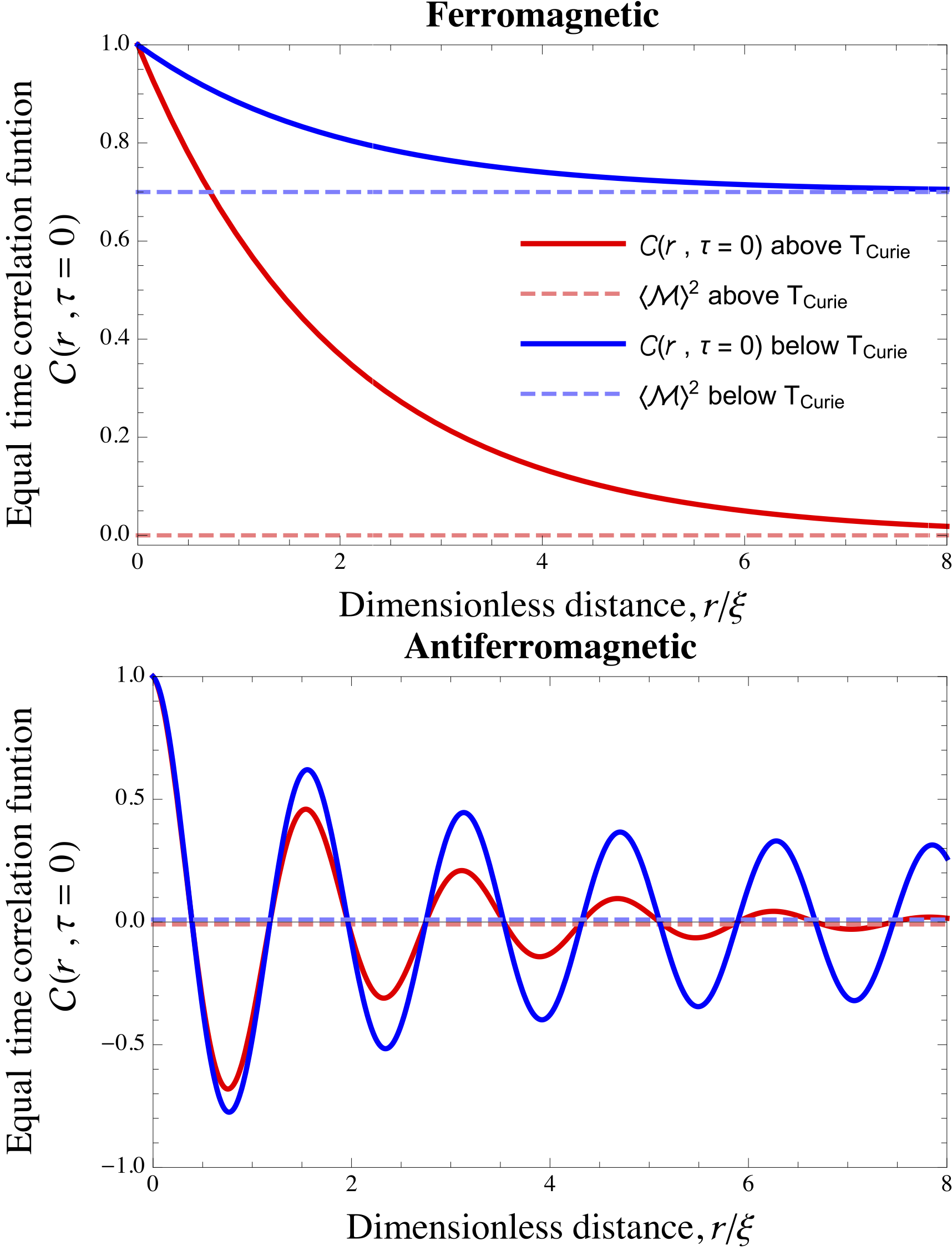
Funciones esquemáticas de correlación de espín en el mismo tiempo para materiales ferromagnéticos y antiferromagnéticos tanto por encima como por debajo de versus la distancia normalizada por la longitud de correlación,. En todos los casos, las correlaciones son más fuertes cerca del origen, lo que indica que un espín tiene la mayor influencia en sus vecinos más cercanos. Todas las correlaciones decaen gradualmente a medida que aumenta la distancia desde el espín en el origen. Por encima de la temperatura de Curie, la correlación entre los espines tiende a cero a medida que la distancia entre los espines se hace muy grande. En contraste, debajo de, la correlación entre los espines no tiende a cero en grandes distancias, sino que decae a un nivel consistente con el orden de largo alcance del sistema. La diferencia en estos comportamientos de descomposición, donde las correlaciones entre las variables aleatorias microscópicas se vuelven cero frente a no cero a grandes distancias, es una forma de definir el orden de corto plazo frente a largo.

En física estadística, la función de correlación es una medida del orden en un sistema, como se caracteriza por una función de correlación matemática. Las funciones de correlación describen cómo se relacionan las variables microscópicas, como el giro y la densidad, en diferentes posiciones. Más específicamente, las funciones de correlación cuantifican cómo las variables microscópicas varían entre sí en promedio en el espacio y el tiempo. Un ejemplo clásico de tales correlaciones espaciales es en los materiales ferro y antiferromagnéticos, donde los giros prefieren alinearse en paralelo y antiparalelo con sus vecinos más cercanos, respectivamente. La correlación espacial entre los espines en dichos materiales se muestra en la figura de la derecha.

## Definiciones
La definición más común de una función de correlación es el promedio de conjunto canónico (térmico) del producto escalar de dos variables aleatorias, {\displaystyle s_{1}}y {\displaystyle s_{2}}, en las posiciones {\displaystyle R} y {\displaystyle R+r} y los tiempos {\displaystyle t}y {\displaystyle t+\tau }:
{\displaystyle C(r,\tau )=\langle \mathbf {s_{1}} (R,t)\cdot \mathbf {s_{2}} (R+r,t+\tau )\rangle \ -\langle \mathbf {s_{1}} (R,t)\rangle \langle \mathbf {s_{2}} (R+r,t+\tau )\rangle \,.}
Aquí los paréntesis, {\displaystyle \langle ...\rangle }, indican el promedio térmico mencionado anteriormente. Es una cuestión de convención si uno resta el producto promedio no correlacionado de {\displaystyle s_{1}}y {\displaystyle s_{2}}, {\displaystyle \langle \mathbf {s_{1}} (R,t)\rangle \langle \mathbf {s_{2}} (R+r,t+\tau )\rangle }del producto correlacionado, {\displaystyle \langle \mathbf {s_{1}} (R,t)\cdot \mathbf {s_{2}} (R+r,t+\tau )\rangle }, con la convención que difiere entre los campos. Los usos más comunes de las funciones de correlación son cuando {\displaystyle s_{1}}y {\displaystyle s_{2}} describen la misma variable, como una función de correlación spin-spin o una función de correlación posición-posición de partícula en un líquido elemental o sólido (a menudo denominado función de distribución radial o función de correlación de pares). Las funciones de correlación entre la misma variable aleatoria son funciones de autocorrelación. Sin embargo, en la física estadística, no todas las funciones de correlación son funciones de autocorrelación. Por ejemplo, en las fases condensadas de varios componentes, la función de correlación de pares entre diferentes elementos es a menudo de interés. Dichas funciones de correlación de pares de elementos mixtos son un ejemplo de funciones de correlación cruzada, ya que las variables aleatorias{\displaystyle s_{1}}y {\displaystyle s_{2}} representan las variaciones promedio en densidad como una función de la posición para dos funciones de distintos elementos.

### Funciones de correlación de equilibrio de tiempo (espacial)
A menudo, a uno le interesa únicamente la influencia espacial de una variable aleatoria dada, digamos la dirección de un giro, en su entorno local, sin considerar los tiempos posteriores, {\displaystyle \tau }. En este caso, descuidamos la evolución temporal del sistema, por lo que la definición anterior se vuelve a escribir con {\displaystyle \tau =0}. Esto define la función de correlación de tiempo igual, {\displaystyle C(r,0)}. Está escrito como: 
{\displaystyle C(r,0)=\langle \mathbf {s_{1}} (R,t)\cdot \mathbf {s_{2}} (R+r,t)\rangle \ -\langle \mathbf {s_{1}} (R,t)\rangle \langle \mathbf {s_{2}} (R+r,t)\rangle \,.}
A menudo, se omite el tiempo de referencia, {\displaystyle t}, y el radio de referencia, {\displaystyle R}, al asumir el equilibrio (y, por lo tanto, la invariancia de tiempo del conjunto) y promediar todas las posiciones de la muestra, dando como resultado:
{\displaystyle C(r)=\langle \mathbf {s_{1}} (0)\cdot \mathbf {s_{2}} (r)\rangle \ -\langle \mathbf {s_{1}} (0)\rangle \langle \mathbf {s_{2}} (r)\rangle \,.}
donde, nuevamente, la elección de si restar las variables no correlacionadas difiere entre los campos. La función de distribución radial es un ejemplo de una función de correlación de tiempo igual donde la referencia no correlacionada generalmente no se resta. En esta página se muestran otras funciones de correlación de giro y giro de igual tiempo para una variedad de materiales y condiciones.

### Funciones de correlación de equilibrio de posición igual (temporal)
También podría interesarse la evolución temporal de las variables microscópicas. En otras palabras, cómo el valor de una variable microscópica en una posición y tiempo dados, {\displaystyle R}y {\displaystyle t}, influye en el valor de la misma variable microscópica en un momento posterior, {\displaystyle t+\tau }(y usualmente en la misma posición). Dichas correlaciones temporales se cuantifican a través de funciones de correlación de igual posición, {\displaystyle C(0,\tau )}. Se definen de manera análoga a las funciones de correlación superiores al mismo tiempo, pero ahora descuidamos las dependencias espaciales estableciendo {\displaystyle r=0}, lo que produce:
Asumir el equilibrio (y, por lo tanto, la invariancia de tiempo del conjunto) y promediar todos los sitios en la muestra da una expresión más simple para la función de correlación de igual posición que para la función de correlación de igual tiempo:
{\displaystyle C(\tau )=\langle \mathbf {s_{1}} (0)\cdot \mathbf {s_{2}} (\tau )\rangle \ -\langle \mathbf {s_{1}} (0)\rangle \langle \mathbf {s_{2}} (\tau )\rangle \,.}
La suposición anterior puede parecer no intuitiva al principio: ¿cómo puede un conjunto que es invariante en el tiempo tener una función de correlación temporal no uniforme? Las correlaciones temporales siguen siendo relevantes para hablar en sistemas de equilibrio porque un conjunto macroscópico invariante en el tiempo aún puede tener una dinámica temporal no trivial al microscopio. Un ejemplo está en la difusión. Un sistema monofásico en equilibrio tiene una composición macroscópica homogénea. Sin embargo, si uno observa el movimiento microscópico de cada átomo, las fluctuaciones en la composición ocurren constantemente debido a los recorridos cuasialeatorios tomados por los átomos individuales. La física estadística le permite a uno hacer declaraciones reveladoras sobre el comportamiento temporal de tales fluctuaciones de los sistemas de equilibrio. Esto se discute a continuación en la sección sobre la evolución temporal de las funciones de correlación y la hipótesis de regresión de Onsager.

### Generalización más allá de las funciones de correlación de equilibrio
Todas las funciones de correlación anteriores se han definido en el contexto de la física estadística del equilibrio. Sin embargo, es posible definir funciones de correlación para sistemas alejados del equilibrio. Al examinar la definición general de {\displaystyle C(r,\tau )}, está claro que se pueden definir las variables aleatorias utilizadas en estas funciones de correlación, como las posiciones atómicas y los giros, lejos del equilibrio. Como tal, su producto escalar está bien definido lejos del equilibrio. La operación que ya no está bien definida fuera del equilibrio es el promedio sobre el conjunto de equilibrio. Este proceso de promediación para el sistema de no equilibrio generalmente se reemplaza al promediar el producto escalar en toda la muestra. Esto es típico en experimentos de dispersión y simulaciones por computadora, y se usa a menudo para medir las funciones de distribución radial de los lentes.
También se pueden definir promedios sobre estados para sistemas perturbados ligeramente desde el equilibrio. Ver, por ejemplo,http://xbeams.chem.yale.edu/~batista/vaa/node56.html Archivado el 25 de diciembre de 2018 en Wayback Machine.

## Medición de las funciones de correlación
Las funciones de correlación se miden típicamente con experimentos de dispersión. Por ejemplo, los experimentos de dispersión de rayos X miden directamente las correlaciones de igual tiempo electrón-electrón. A partir del conocimiento de los factores de estructura elemental, también se pueden medir las funciones de correlación de pares elementales. Las funciones de correlación de espín a espín en el mismo tiempo se miden con dispersión de neutrones en lugar de dispersión de rayos x. La dispersión de neutrones también puede proporcionar información sobre las correlaciones de pares. Para sistemas compuestos de partículas de más de aproximadamente un micrómetro, la microscopía óptica se puede usar para medir las funciones de correlación de igual tiempo y de igual posición. La microscopía óptica es, por lo tanto, común para las suspensiones coloidales, especialmente en dos dimensiones.

## Evolución temporal de las funciones de correlación
En 1931, Lars Onsager propuso que la regresión de las fluctuaciones térmicas microscópicas en el equilibrio sigue la ley macroscópica de la relajación de pequeñas perturbaciones que no se encuentran en el equilibrio. Esto se conoce como la hipótesis de regresión de Onsager. Como los valores de las variables microscópicas separadas por grandes escalas de tiempo, {\displaystyle \tau }, no deben estar correlacionadas más allá de lo que cabría esperar del equilibrio termodinámico, la evolución en el tiempo de una función de correlación puede verse desde un punto de vista físico, ya que el sistema 'olvida' gradualmente el sistema inicial. condiciones puestas sobre él a través de la especificación de alguna variable microscópica. En realidad, existe una conexión intuitiva entre la evolución temporal de las funciones de correlación y la evolución temporal de los sistemas macroscópicos: en promedio, la función de correlación evoluciona en el tiempo de la misma manera que si se preparara un sistema en las condiciones especificadas por el valor inicial de la función de correlación. y permitido evolucionar.

## La conexión entre transiciones de fase y funciones de correlación

Funciones de correlación de tiempo igual,, como una función del radio para un sistema de giro ferromagnético por encima, a y por debajo de su temperatura crítica,. Sobre, exhibe una dependencia exponencial y de ley de potencia combinada en la distancia:. La dependencia de la ley de poder domina en distancias cortas en relación con la longitud de correlación,, mientras que la dependencia exponencial domina en distancias grandes en relación con. En, la longitud de la correlación diverge,, dando como resultado únicamente un comportamiento de ley de potencia:. se distingue por la extrema no localidad de las correlaciones espaciales entre los valores microscópicos del parámetro de orden relevante sin un orden de largo alcance. Debajo de, los giros muestran una ordenación espontánea pero la longitud de la correlación finita nuevamente. Las transiciones continuas de desorden de orden pueden entenderse como el proceso de la longitud de correlación,, la transición de ser finito en el estado ordenado a baja temperatura, a infinito en el punto crítico, y luego nuevamente finita en una alta temperatura, estado desordenado.

Las transiciones de fase continuas, como las transiciones orden-desorden en aleaciones metálicas y las transiciones ferromagnético-paramagnéticas, implican una transición de un estado ordenado a desordenado. En términos de funciones de correlación, la función de correlación de tiempo igual no es cero para todos los puntos de la red por debajo de la temperatura crítica, y no es despreciable para un radio bastante pequeño por encima de la temperatura crítica. Como la transición de fase es continua, la longitud a lo largo de la cual se correlacionan las variables microscópicas, {\displaystyle \xi }, debe pasar continuamente de infinita a finita cuando el material se calienta a través de su temperatura crítica. Esto da lugar a una dependencia de la ley de poder de la función de correlación como una función de la distancia en el punto crítico. Esto se muestra en la figura de la izquierda para el caso de un material ferromagnético, con los detalles cuantitativos enumerados en la sección sobre magnetismo.

## Aplicaciones

### Magnetismo
En un sistema de espín, la función de correlación de tiempo equitativo está especialmente bien estudiada. Describe el promedio (térmico) de conjunto canónico del producto escalar de los espines en dos puntos de la red en todos los ordenamientos posibles: 
{\displaystyle G(r)=\langle \mathbf {s} (R)\cdot \mathbf {s} (R+r)\rangle \ -\langle \mathbf {s} (R)\rangle \langle \mathbf {s} (R+r)\rangle \,.}Aquí los paréntesis significan el promedio térmico mencionado anteriormente. Se muestran diagramas esquemáticos de esta función para un material ferromagnético por debajo, a la temperatura de Curie y por encima de ella, a la izquierda
Incluso en una fase desordenada magnéticamente, los giros en diferentes posiciones están correlacionados, es decir, si la distancia r es muy pequeña (en comparación con alguna escala de longitud), la interacción entre los giros hará que se correlacionen. La alineación que naturalmente surgiría como resultado de la interacción entre giros se destruye por efectos térmicos. A altas temperaturas, se observan correlaciones en descomposición exponencial a medida que aumenta la distancia, y la función de correlación se asigna de forma asintótica por
{\displaystyle G(r)\approx {\frac {1}{r^{\vartheta }}}\exp {\left(-{\frac {r}{\xi }}\right)}\,,}
donde r es la distancia entre los giros y d es la dimensión del sistema, y {\displaystyle \vartheta } es un exponente. A altas temperaturas, la correlación decae a cero exponencialmente con la distancia entre los giros. La misma disminución exponencial en función de la distancia radial también se observa debajo de {\displaystyle T_{c}}, pero con el límite a grandes distancias es la magnetización media {\displaystyle \langle M^{2}\rangle }. A punto crítico, se observan 
{\displaystyle G(r)\approx {\frac {1}{r^{d-2+\eta }}}\,,}
donde {\displaystyle \eta \neq \vartheta } es un exponente crítico.
A medida que la temperatura disminuye, el desorden térmico disminuye y, en una transición de fase continua, la longitud de correlación diverge, ya que la longitud de la correlación debe pasar continuamente de un valor finito por encima de la transición de fase, a infinito por debajo de la transición de fase:
{\displaystyle \xi \propto |T-T_{c}|^{-\nu }\,,}
con otro exponente crítico {\displaystyle \nu }.
Esta correlación de la ley de poder es responsable de la escala, observada en estas transiciones. Todos los exponentes mencionados son independientes de la temperatura. De hecho, son universales, es decir, se encuentran de la misma forma en una amplia variedad de sistemas.

### Funciones de distribución radial
Una función de correlación común es la función de distribución radial que se ve a menudo en la física estadística. La función de correlación se puede calcular en modelos con resolución exacta (gas de Bose unidimensional, cadenas de espín, modelo de Hubbard) mediante el método de dispersión inversa cuántica y Bethe ansatz. En un modelo XY isotrópico, las correlaciones de tiempo y temperatura fueron evaluadas por Its, Korepin, Izergin y Slavnov.

#### Funciones de correlación de orden superior
Las funciones de correlación de orden superior implican múltiples puntos de referencia, y se definen mediante una generalización de la función de correlación anterior tomando el valor esperado del producto de más de dos variables aleatorias:
{\displaystyle C_{i_{1}i_{2}\cdots i_{n}}(s_{1},s_{2},\cdots ,s_{n})=\langle X_{i_{1}}(s_{1})X_{i_{2}}(s_{2})\cdots X_{i_{n}}(s_{n})\rangle .}
Sin embargo, tales funciones de correlación de orden superior son relativamente difíciles de interpretar y medir. Por ejemplo, para medir los análogos de orden superior de las funciones de distribución de pares, se necesitan fuentes de rayos X coherentes. Tanto la teoría de dicho análisis como la medición experimental de las funciones de correlación cruzada de rayos X necesarias son áreas de investigación activa. 

## Lectura recomendada
- Sethna, James P. (2006). «Chapter 10: Correlations, response, and dissipation». Statistical Mechanics: Entropy, Order Parameters, and Complexity. Oxford University Press. ISBN 0198566778.
- Radial distribution function
- Yeomans, J. M. (1992). Statistical Mechanics of Phase Transitions. Oxford Science Publications. ISBN 0-19-851730-0.
- Fisher, M. E. (1974). «Renormalization Group in Theory of Critical Behavior». Reviews of Modern Physics 46 (4): 597-616. Bibcode:1974RvMP...46..597F. doi:10.1103/RevModPhys.46.597.
- C. Domb, M.S. Green, J.L. Lebowitz editors, Phase Transitions and Critical Phenomena, vol. 1-20 (1972–2001), Academic Press.

- Datos: Q5172856